# ウィピング・ボーイ

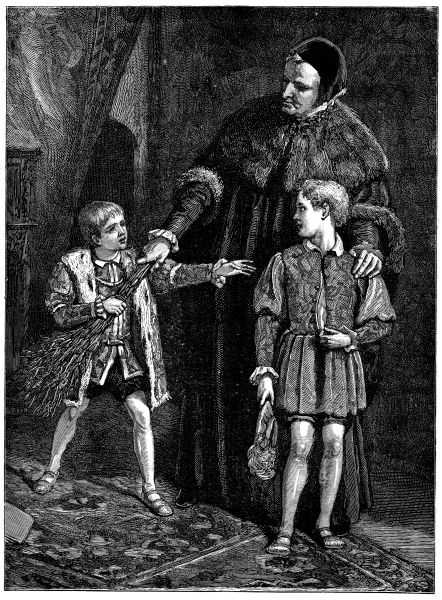
ウォルター・シドニー・ステイシーによる『エドワード4世と鞭で打たれる少年』（1882年の油絵）

ウィピング・ボーイ（鞭で打たれる少年）とは、ヨーロッパ近世において王子もしくは若き国王といっしょに教育を受けながら、もし王子が何か悪さをすると代わってむち打ちなどの罰を受けたとされる「打たれ役」の少年である。教師は自分よりも地位が高い生徒に対して直接は罰を加えることができないため、代わりにその学友に罰を与えることで、同じ過ちを繰り返さないという思わせることが目的であった。同じような考えかたにもとづく古いことわざに「ライオンの前で犬をぶつ」というものがある。鞭打ちは当時の教師がよく使っていた罰であった。実際に「打たれ役」として王子の代わりに鞭で打たれる少年がいたという同時代の証拠は乏しく、また教師から鞭で打たれたという記録の残る王子もいないわけではないものの、イギリスの歴史学者ニコラス・オームは高貴な人間がそうではない生徒よりもぶたれることは少なかっただろうと述べている。ウィピング・ボーイについては、完全に架空の存在だとみなす学者もいるし、単に王子という身分であるだけではなく、神から授かった権利によって保護された少年王にだけ「打たれ役」がいたのだという考察もされている。
ルネサンス時代の人文主義者であるエラスムスの論考『キリスト教君主教育』（1516年）と『幼児からの修辞教育』（1530年）では、王子に身体的な罰（折檻）を与えることは適当ではないという論点が示されているが、その身代わりとして別の誰かに罰を与えるべきかについては述べられていない。ハートリー・コールリッジは1852年に「誰かが自分の代わりに罰を引き受けてくれるのは王家の血を引く者だけに許された特権だった。...しかし身代わり役は身分の低いジェントリの子供らにとってはあこがれの的だった。彼らにとっては栄達の階段をのぼる最初の一歩であったのだ」と書いている 。イギリスの好古家であるジョン・ゴフ・ニコルズも1857年に「全体としてはほとんど言い伝えにすぎないような話で、身代わりに罰を与えたり、名ばかりの罰を与える手法がときに採用されたことがあったかもしれないにしても、咎があるかないかにかかわらず、王子の学友から特定の誰かを選びだして、その高貴な人の罪を引き受けるスケープゴートにするというのはありそうな話ではない」と書いている。
現代英語では、ウィピング・ボーイ（whipping boy）はスケープゴートやフォールガイ、いけにえの子羊（sacrificial lamb）と同じような意味をもつメタファーとして使われることもある。そのほかにも永遠の負け組、いじめグループの不尽に責められる人を表わすこともある。

## 史実における例
幼いころにウィピング・ボーイがいたとされる王家の人物としては次のような例がある。
- イタリアの民話集『古譚百種』（1300年頃）によると、コンラート4世（1228 - 1254）には、彼の代わりに教師からぶたれた友人が12人いたという。そのため「コンラート王は、彼らをあわれみ、再び過つまいと強く心にちかった」[5]。イタリアの文学者アレサンドロ・ダンコナは、このコンラートの逸話の先駆けとして、ローマの寓話詩人パエドルスの掌編『若い牡ウシと老いた牡ウシ』を挙げている [6]。
- 初代リッチモンド公爵ことヘンリー・フィッツロイ（1519 - 1536）の教師であったリチャード・クロークは、1527年にリッチモンド公の廷臣であるジョージ・コットンが自分の面目をつぶしていると不平をこぼしている。「王であり生徒でもある人が同じ過ちを繰り返すことをふせぐための罰を受けるべき少年たち」をコットンがその罰から救うこともあったからだが、一方でクロークはリッチモンド公の前で少年たちを鞭打つくことが褒められた行為ではないとも述べている[4][7]。
- エドワード6世（1537 - 1553）の宮廷に送り込まれたのちに第2代アッパー・オソリー男爵となるバーナビー・フィッツパトリック（1535年頃 - 1581年）は、父親である初代男爵から人質役となることを期待されていた。トーマス・フラーの『イギリス教会史』（1655年）ではこのフィッツパトリックがエドワードへの「しつけの身代わり役」と呼ばれている。しかしイギリスの歴史家ジョン・ガイは、２人の教師であったリチャード・コックスがエドワードをぶったことときのことを記していることを理由に、教会史の記述は単なる逸話だと述べている[8]。コンラッド・ヘレスバハは『De Educandis Erudiendisque Principum Liberis』（1592年）のなかで、1547年にロンドンで聞いた話を回想している。若き王が（名もなき）遊び友達から教わった口汚い言葉を使ったことために、代わりにその自分の友達が責めを負って鞭でうたれるのを目の当たりにしたエドワードは、自分も同じ罰を受ける必要があるとただしたというものである[9]。
- ドイツのグスタフ・フライタークが1856年にフレデリク4世（1552 - 1596）にとってのハンス・フォン・シュヴァインヒエン（1552 - 1616）は、「鞭で打たれる少年」（"Prügeljunge"）と表現した[10] ことで、ドイツでもこの概念がひろまった[11]。 とはいえフライタークの説は、シュヴァインヒエンに関する一般的な記述とはあいいれないところがある[11]。
- のちのチャールズ1世（1600 - 1655頃）についた、ウィリアム・マレー（1600 - 1655頃）は、ギルバート・バーネットの『History of my own time』（1723年）によれば「ペイジ（小姓）でありかつウィピング・ボーイ」であった[12][13][14]。2人の少年の教師役はウィリアムの叔父のトーマスだった[15]。
- 若きルイ15世は、ガヴァネス（女家庭教師）であるシャルロット・ド・ラ・モート＝ウーダンクールから同じ年の遊び仲間をあてがわれていた。その中にはヴェルサイユの靴職人の息子で、着ていた服にちなんでユサールと呼ばれていた少年がいた[16]。サロンの主催者として知られていたデファン夫人が1769年に書いているところによれば、この少年は王の代わりに罰をうけることになっていたといわれており、ひいてはあらゆるいじめの被害者がユサールと呼ばれていたという[17]。ジャック・アントアン・ドゥローレはこのようなやり方が「奇妙で」「ずっと野蛮であり」「道徳にもとる」と表現しており、また結局ルイ15世が勉強に励むことはなかったと述べている[18]。
- スペイン王家の歴史には、フランシスコ・アルフォンソ・デ・ラ・トーレという、マヌエル・デ・ゴドイの私生児の存在があり、彼が「平手打ちか鞭打ちか」どちらかを受ける身代わり役であったというのが、1842年のアルジェリア侵略にデ・ラ・トーレの指揮するフランス軍として参戦したFrançois Certain de Canrobertが1898年に記した回想録の記述である。同時に彼はデ・ラ・トーレが癇癪もちであった理由をこの教育法にみいだしている[19]。

フランスのカトリックの司教Arnaud d'Ossat（1537 - 1604）とジャック・ダヴィ・デュペロン（1556 - 1618）は、ローマ教皇のクレメンス8世から1593年に、形式的鞭で打たれている。これはプロテスタントからカトリックに改宗したアンリ4世（1553 - 1610）に代わって贖罪を受け入れたことによるものである。

## 後世の文献
サミュエル・ローリーの戯曲『見ればおわかり』（1604年）には、のちのエドワード4世の少年時代が描かれている。エドワードが授業をさぼってテニスをすると、「ネッド」ことエドワード・ブラウンが教師役のクラマーから礼拝所に呼び出されて鞭で打たれた。王子は父であるヘンリー8世を説き伏せてネッドをナイトにさせる。いわく「傷をみればおわかりでしょうが、ひとかどの紳士が背中にあんなにもひどい怪我をおっているのです。ナイトであったならそんな責めは負わせられなかったことでしょう」。ネッドは教師たちがナイトになった自分を鞭で打ちはしまいと期待するが、クラマーからはこんなばかげた反論がくる。「もし鞭で打たれたら、そなたに爵位が授けられるであろう。そうなればさすがに打たれまいて」。
この作品は「ウィピング・ボーイ」という概念が定着した一因となったといわれている。
ジョン・ダンは1628年に彼が行った説教のなかで身代わりのむち打ち刑についてそれとなく言及している。「Sometimes, when the children of great persons offend at school, another person is whipped for them, and that affects them, and works upon a good nature; but if that person should take physic for them in a sickness, it would do them no good: God's corrections upon others may work by way of example upon thee; but because thou art sick for physic, take it thyself」。英語における "whipping boy"の最も古い使用例として、オックスフォード英語辞典は聖書の注釈者として名の残るジョン・トラップによる、1647年のテモテへの第一の手紙の一節（「罪を犯した者に対しては、ほかの人々も恐れをいだくに至るために、すべての人の前でその罪をとがむべきである。」）についての聖書注釈を挙げている。いわく「その罪が周知のものとなった聖職者...二人または三人の証人があり有罪となった者について...すべての人の前でその罪をとがめなさい。ただしその人たちが鞭で打たれた少年であるかのようにはならないように」。
アラン＝ルネ・ルサージュの『ジル・ブラスの冒険』（1715年）では、レガネス候が家庭教師に息子をぶつのをやめさせる場面で、代わりにドン・ラファエルがむちで打たれる。いわく「それは厄介事ばかりおこす若き王をもひるませる、最も巧妙な道具でありながら、その父親の出したおろかな差し止め命令にも違反しない、というわけであった」。ウォルター・スコットの小説『ナイジェルの富』（1822年）には、若きジェームズ1世の代わりに鞭で打たれるマラグロウザーという少年が登場する。「身代わりでの体罰など認めなかったジョージ・ブキャナンのさだめた厳格なルールのもとでは、ジェームズは自らの過ちを自身で償わねばならず、マンゴ・マラグロウザーは暇をかこっていた。しかしジェームズのもう一人の教師であり、仕事において仰々しいかぎりのパトリック・ヤングは、若き王がうまく仕事をこなさないときにはウィピング・ボーイに鞭で罰をたえ、その光景を目の当たりにした王を心底から驚かせたのだった 。マーク・トウェインの小説『王子と乞食』（1881年）では、エドワード4世と入れ替わった乞食のトムが、王子の鞭で打たれる少年から得た情報で窮地をしのぐ。作者のトウェインは、注でこう書いている。
シド・フライシュマンの児童書『ウィピング・ボーイ』（1987年にニューベリー賞を受賞した）には、がき大将気質の王子ホレースが、自分のウィピング・ボーイでありネズミ捕り屋のジェミーとの冒険を通じて人の心を学んでいくようすが描かれている 。1991年から書かれているジョージ・R・R・マーティンのファンタジーシリーズ『氷と炎の歌』のトメン・バラシオンとジョフリー・バラシオンには、ペイトというウィピング・ボーイがいる。デイヴィド・ベルビンの2002年の児童書『Boy King』は、バーナビー・フィッツパトリックがエドワード6世に下品な言葉を教えたという理由で鞭で打たれる。それに対してエドワードはいまだにウィピング・ボーイのいる人なんていないと抗議するのだが、チークは「リッチモンド公爵には一人いた」と返す。そしてエドワードのおうべき鞭をフィッツパトリックに与えたチークはいくらか態度をやわらかくするのだった。アメリカの劇作家サラ・ルールの2016年の戯曲『Scenes from Court Life』はイングランド王のチャールズ1世とチャールズ2世を描く過程でウィピング・ボーイを登場させている。

## 現代の奴隷制
現代の奴隷制を扱った文章には、奴隷の所有者の息子の身代わりで罰せられる奴隷の例が登場する。19世紀の中国南部では、科挙の受験者の学友でもあった奴隷の少年の例を、ジェームズ・L・ワトソンが記録している。アレックス・ティゾンの2017年のノンフィクション作品『私の家には奴隷がいた』において、ティゾンの母親が1940年代の思い出を語る。嘘がばれたティゾンの母親は、使用人とは名ばかりの奴隷であったロラに、身代わりで罰を受けさせる。ロラはティゾンの祖父からベルトで12発打たれた。 ビラム・ダー・アベイドは、モーリタニアではフランス語でsouffre douleurs（虐待される人）と呼ばれる 「鞭で打たれる少年」の存在を証言している。